# Veiglberg (Pulkautal)
Der Veiglberg ist ein 333 m ü. A. hoher Berg südlich von Stronsdorf in Niederösterreich.
Der Veiglberg und der nördlich vorgelagerte Hausberg befinden sich südlich von Stronegg an der Landesstraße L35, die von Sitzendorf an der Schmida nach Wilfersdorf führt und hier die nordöstlichen Ausläufer der Leiser Berge überquert. Beide Berge waren Hausberganlagen, wie Funde belegen. Anzunehmen ist, dass damit der nördliche Zugang in den Ernstbrunner Wald abgesichert wurde und den befestigten Anlagen noch bis ins 15. Jahrhundert eine wichtige Rolle zukam.